# Ariana Granadillo
Ariana Virginia Granadillo Roca (15 de octubre de 1996) es una estudiante de medicina venezolana. Ariana fue detenida tres veces en menos de cinco meses junto con otros parientes, siendo objeto de desapariciones forzadas a corto plazo y a tortura por ser familiares del coronel retirado Oswaldo García Palomo. Ariana huyó del país el 11 de julio de 2018, no pudo continuar con sus estudios de medicina y continuó presentando secuelas como producto de su detención y tortura. El caso de Ariana Granadillo fue documentado por la Misión de Determinación de Hechos sobre Venezuela como parte de las investigaciones a la política de represión y conducta sistemática del gobierno venezolano que constituía crímenes de lesa humanidad.

## Educación
Ariana Granadillo estudió medicina en la Universidad Nacional Experimental Rómulo Gallegos, donde cursaba el cuarto año de la carrera. A finales de enero de 2018 se mudó del estado Monagas a la casa en San Antonio de Los Altos, estado Miranda, de la familia del coronel retirado Oswaldo García Palomo, primo segundo de su padre, para poder realizar una pasantía médica en el Hospital Victorino Santaella, en Los Teques, que quedaba cerca de su casa.
Ese año fue detenida tres veces y en menos de cinco meses junto con otros parientes y sometidos a tortura por ser familiares de García Palomo, acusado de estar vinculado a un supuesto golpe de Estado.El caso de Ariana Granadillo fue documentado por la Misión Independiente de Determinación de Hechos sobre Venezuela como parte de las investigaciones a la política de represión y conducta sistemática del gobierno venezolano que constituía crímenes de lesa humanidad. La Misión contactó al gobierno venezolano el 7 de agosto de 2020 solicitando información actualizada sobre el caso judicial, sin recibir respuesta para la fecha de la publicación del informe.

## Detenciones

### Detención de Sorbay Padilla
El 1 de febrero de 2018, Ariana se encontraba en casa con la esposa del Coronel García Palomo, Sorbay Padilla, sus dos hijos y una de las primas de Ariana, mientras que García Palomo se había ido unos días antes, diciendo que visitaría su finca. Alrededor de la 1 p. m., vehículos blancos y sin identificación entraron a la urbanización. Más de veinte funcionarios de seguridad entraron a la casa y aseguraron tener una orden de detención contra García Palomo. Sin embargo, los oficiales no presentaron dicha orden, orden de captura de otras personas ni una orden de allanamiento. Los funcionarios estaban armados, y la mayoría tenía las caras cubiertas y eran de la Dirección General de Contrainteligencia Militar (DGCIM), aunque hubo al menos dos efectivos del Servicio Bolivariano de Inteligencia (SEBIN) presentes.
Los funcionarios preguntaron por el paradero de García Palomo, apuntando con armas a Padilla y a su hija y golpeando a su hijo. Los oficiales incautaron computadoras y teléfonos celulares, mientras que metieron bienes personales en maletas, tales como ropa, zapatos, perfumes y electrodomésticos. Esposaron y encapucharon a tanto Padilla como a su hijo, amenazando a las personas restantes con no salir de la casa ni contactar a nadie "si querían sobrevivir". Los funcionarios que quedaron se llevaron los vehículos de la familia a aproximadamente las 3:20 p. m. Sorbay y su hijo fueron llevada a una casa, en vez de una oficina o centro de detención, donde fueron separados. Padilla fue interrogada sobre su esposo y golpeada durante los dos siguientes días. También le administraron descargas eléctricas en las costillas, piernas, pecho y espalda y le arrancaron una corona dental como producto de repetidos golpes en la cara, la cual se tragó.
En la madrugada del día siguiente, el 2 de febrero, Ariana y su prima ayudaron a la hija de Padilla de la casa, quienes no estaban vigiladas y temían que oficiales de la DGCIM volvieran para detenerla. Alrededor de las 8 o 9 de la mañana, funcionarios de la DGCIM regresaron para preguntar por la hija de Padilla. Al no encontrarla, detuvieron a la novia de su hijo sin presentar una orden de arresto, quien poco antes había ido a la casa a buscarlo y tras no recibir respuesta suya por teléfono.

### Primera detención
Aproximadamente para las 8 p. m., tres funcionarios volvieron a la casa, registrando la residencia nuevamente y metiendo más artículos personales en una maleta. Los efectivos hablaron respetuosamente con Ariana y con su prima, diciendo que sólo deseaban hacerles algunas preguntas, y las subieron en un vehículo con ventanas ahumadas y sin placas de identificación. Tras un rato, la actitud de los funcionarios se volvió más hostil, quienes encapucharon y esposaron a ambas jóvenes.
Fueron llevadas a la misma casa donde estaba detenida Sorbay Padilla y su hijo, donde fueron encerradas en un baño pequeño. Uno de los oficiales las amenazó con un cuchillo, diciéndoles que no abrieran los ojos. El oficial manoseó a Ariana y empezó a llevar sus manos debajo de su camisa, deteniéndose cuando otro funcionario abrió la puerta. Granadillo y su prima fueron dejadas en el baño para dormir en el suelo y con las muñecas atadas con cinta adhesiva. Alrededor de las 2 a. m., los oficiales golpearon a las jóvenes y las interrogaron, dándoles patadas en las costillas y halándolas del cabello. Al hijo de Padilla  también se le propinaron palizas. Durante las golpizas, los funcionarios le subieron el volumen a música y al televisor, encendieron una licuadora y jugaron videojuegos a máximo volumen.
El 3 de febrero, a la mañana siguiente, Ariana tuvo la menstruación de manera inesperada, pidiendo productos de higiene. El oficial a quien se los pidió la insultó, se burló de ella y se negó a ayudarla. Fue llevada a una oficina, donde dicho oficial la volvió a interrogar. Más tarde el mismo día, Granadillo y su prima fueron obligadas a firmar una declaración que afirmaba que se les había respetado los derechos y que no fueron coaccionadas. El hijo de Granadillo fue llevado a las oficinas de la DGCIM en Boleíta para firmar unos documentos similares.
Al llegar a su casa, la familia encontró sus pertenencias desperdigadas, muebles destrozados y múltiples artículos personales desaparecidos. La familia no presentó quejas oficiales en el momento por temor y huyó del país días después. El 13 de febrero de 2018, en Colombia, presentaron una denuncia ante la División de Investigación del Ministerio Público. Dos días después de su liberación, Ariana comenzó pasantía, buscando terminar la carrera de medicina.

### Segunda detención
En mayo de 2018, los padres de Ariana se trasladaron a Miranda para acompañar a su hija  en la casa de García Palomo mientras Granadillo terminaba su pasantía médica en el hospital. Su padre la acompañaba al trabajo todas las mañanas, dándose cuenta de que eran vigilados por alguien desde vehículos.
Alrededor de las 8 a. m., el 24 de mayo, oficiales de la DGCIM obligaron al vigilante de seguridad de la urbanización a tocar el timbre de la casa de García Palomo. Ariana abrió la puerta al ver al guardia conocido, pero acto seguido entraron decenas de efectivos armados y con las caras cubiertas. La mayoría estaban identificados con uniformes de la DGCIM, pero dos vestían ropa sin identificación. Granadillo reconoció al oficial que la había interrogado durante su primera detención, conocido como el "Capitán Santiago". Los funcionarios volvieron a robar artículos personales de la casa, encapucharon a los tres miembros de la familia y los subieron a dos vehículos con vidrios ahumados y sin placas de identificación.
La familia fue llevada a un lugar de reclusión clandestino diferente al primero: una casa de tres pisos, en mal estado, con olor a humedad y con muchas cosas rotas, incluyendo las cerraduras de las puertas. La casa estaba ubicada en una zona montañosa en las cercanías del Fuerte Tiuna, en Caracas. Los funcionarios separaron a los familiares, amarrando a Ariana y a su padre en un espacio pequeño debajo de unas escaleras donde no podían ni acostarse ni pararse. Durante la noche, cada familiar fue llevado a una oficina del edificio para ser interrogados sobre García Palomo y depósitos de armas, siendo amenazados y golpeados varias veces. La tortura al padre de Granadillo incluyeron golpes con palos en la espalda, piernas, rodillas y en las plantas de los pies; asfixia con una bolsa de plástico y agua sobre su capucha. Los oficiales amenazaron con cortarle los genitales, con violar a su esposa y a su hija en su presencia y con matarlo.
En una de las primeras noches, los efectivos llegaron en estado de embriaguez y posiblemente bajo la influencia de narcóticos. Una de las oficiales se mostró agresiva contra Ariana, agarrándola por el cuello hasta que otros funcionarios intercedieron. Granadillo observó que dicha oficial tenía las pupilas muy dilatadas. En días posteriores, los efectivos confirmaron la vigilancia sobre la familia y le escribieron a Padilla desde el teléfono de Ariana. El hermano de Padilla (cuñado de García Palomo) también fue detenido el 25 de mayo en su residencia en Barquisimeto, siendo recluido en la casa y golpeado. Aproximadamente seis funcionarios permanecían en la casa, otros iban y venían, y algunos vivían en la casa, lavando su ropa en el lugar. Los oficiales a veces llevaban a otras personas, las cuales después eran golpeadas.
El 29 de mayo dos parientes presentaron una denuncia por detención arbitraria y desaparición forzada ante la Fiscalía de Derechos Fundamentales de Venezuela. También denunciaban la detención del cuñado de García Palomo, cuyo paradero era desconocido. Dos días después que la denuncia fuese introducida, el 31 de mayo, la familia fue encapuchada y retirada de la casa. Los oficiales le dijeron a la familia que no realizaran ninguna denuncia o hablaran con medios de comunicación, y les prohibieron regresar a la casa de García Palomo, ni siquiera para recoger objetos personales o documentos legales. "El Capitán" le dijo a Ariana que abandonara sus estudios y se fuera de la ciudad para que no tuviera que volver a detenerla, diciendo específicamente que continuarían buscando al coronel García Palomo y que no dudarían en volver a "desaparecerla" para presionarlo. Durante el viaje, luego de que le cambiaran la capucha a una de peor calidad, Ariana pudo ver en una pared que el vecindario estaba identificado como la "Urbanización San José". Los funcionarios dejaron a la familia a un lado de una carretera en Caracas, donde pidieron ayuda a un transeúnte para llamar a otros familiares y regresar a un sitio seguro.

### Tercera detención
El 22 de junio de 2018, Ariana y sus padres salieron de Venezuela con destino a Colombia. Al día siguiente, en Peracal (cerca de la frontera con Colombia), oficiales del Cuerpo de Investigaciones Científicas, Penales y Criminalísticas (CICPC) subieron al autobús para revisar los documentos de identificación de los pasajeros. Los funcionarios volvieron a detener a Granadillo por una orden de detención emitida por un tribunal militar de Caracas el 27 de mayo, durante la detención de la familia por el DGCIM en la casa clandestina y de la cual nadie en la familia tenía conocimiento. Los padres de Ariana pudieron cruzar la frontera.
Ariana fue recluida en Peracal por tres días en una celda de aproximadamente un metro cuadrado. Fue presentada ante un tribunal en San Cristóbal, estado Táchira, y trasladada posteriormente a Caracas. El 24 de junio, el director del CICPC, Douglas Rico, anunció públicamente sobre el arresto de Granadillo, quien fue acusada de "rebelión militar" y "traición a la patria". Ariana fue trasladada por los efectivos del CICPC con otras detenidas a múltiples sedes de la agencia en el país durante el trayecto a Caracas, incluyendo los estados Táchira, Zulia, Mérida, Barinas, Cojedes, Yaracuy, Portuguesa y Lara. En Mérida, Granadillo fue recluida junto con otras treinta mujeres en una celda pequeña sin camas. Durante el traslado Ariana frecuentemente no recibía alimento o no tenía acceso a duchas, y fue amenazada con ser privada de comida por una semana.
El 29 de junio, la hermana de Ariana presentó una petición a la Fiscalía de Derechos Fundamentales pidiendo que se garantizara su seguridad e integridad. Granadillo fue presentada nuevamente ante un tribunal militar en el Fuerte Tiuna el 3 de julio, a pesar de ser una civil, donde se le dictó libertad con la medida cautelas de presentación ante el tribunal cada ocho días, al igual que prohibición de declarar en medios de comunicación y de salida del país.
Amnistía Internacional condenó las detenciones de Ariana Granadillo, la organización no gubernamental Foro Penal las denunció como desapariciones forzadas.Ariana huyó del país el 11 de julio de 2018. Sin sus documentos académicos, no pudo continuar con sus estudios de medicina y continuó presentando secuelas como producto de su detención y tortura. Varios de sus amigos se distanciaron de ella por miedo a represalias por parte del gobierno.

## Vida personal
El padre de Ariana, Argenis Granadillo, es primo segundo del coronel retirado Oswaldo García Palomo. La familia Granadillo vivía en una zona rural del estado Monagas donde Argenis trabajaba como agricultor. La familia Granadillo y la familia García Palomo siempre habían mantenido una relación estrecha.